# Stellaria ovatifolia
Stellaria ovatifolia är en nejlikväxtart som först beskrevs av M. Mizush., och fick sitt nu gällande namn av M. Mizush. Stellaria ovatifolia ingår i släktet stjärnblommor, och familjen nejlikväxter. Inga underarter finns listade i Catalogue of Life.